# Apostilă
Apostilă (din franceză apostille) se numește o rezoluție pusă pe o petiție, pe o cerere, pe un raport, în general pe un act oficial.
În sensul Convenției de la Haga, din 1961, Apostila este o supralegalizare a unui document, necesară pentru ca documentul să fie recunoscut într-o țară semnatară a Convenției.
Până în prezent, 64 de state au aderat la Convenția de la Haga din 5 octombrie 1961 privind simplificarea procedurii supralegalizarii actelor ce vor fi folosite în străinatate.
România a aderat la 16 martie 2001 la Convenția de la Haga din 5 octombrie 1961 iar Republica Moldova începând cu data de 16 martie 2007.
Începând cu data de 1 septembrie 2005, apostilarea documentelor se face de către birourile specializate ale Prefecturilor, respectiv Tribunalelor din județul respectiv.
Orice document pe care s-a aplicat apostila Convenției de la Haga este automat recunoscut pentru folosirea, fără alte cerințe, în oricare dintre celelalte țări semnatare.
Pentru statele care nu au aderat la Convenția de la Haga procedura de supralegalizare va fi făcută prin vizare de către Ministerul Afacerilor Externe, Ministerul Justiției și acolo unde este posibil, și de către Consulatul țării respective din București.
Dacă în statul destinatar va fi necesară prezentarea traducerii efectuate în statul emitent, actele, după aplicarea apostilei pe original, se traduc în limba țării de destinație de către un traducător autorizat, inclusiv apostila, după care semnătura traducătorului se legalizează de către un notar, iar în final pe traducerea legalizată se aplică apostila.

## Forma apostila
În conformitate cu Convenția de la Haga din 1961, apostila are forma unui pătrat cu o latură de cel puțin 9 cm și trebuie să fie conformă cu modelul anexat la Convenție.
Textul apostilei trebuie să conțină următoarele detalii:
1. Numele statului care a emis apostila
2. Numele persoanei care semnează documentul apostilat
3. Poziția persoanei care semnează un document apostilat
4. Denumirea instituției, cu sigiliul/ștampila certificată de un apostil
5. Numele orașului în care este aplicată apostila
6. Data plasării apostilei
7. Numele autorității care a pus apostila
8. Numărul apostilic
9. Sigiliul/ștampila instituției apostilate
10. Semnătura oficialului apostilic

Apostila poate fi întocmită într-una din limbile oficiale ale Convenției (franceză sau engleză) sau în limba națională a statului care a marcat apostila. În practică, inscripțiile de pe apostila sunt adesea duplicate în două limbi (una dintre limbile Convenției și una națională).